# Lista över museer och kulturella institutioner i Omaha, Nebraska

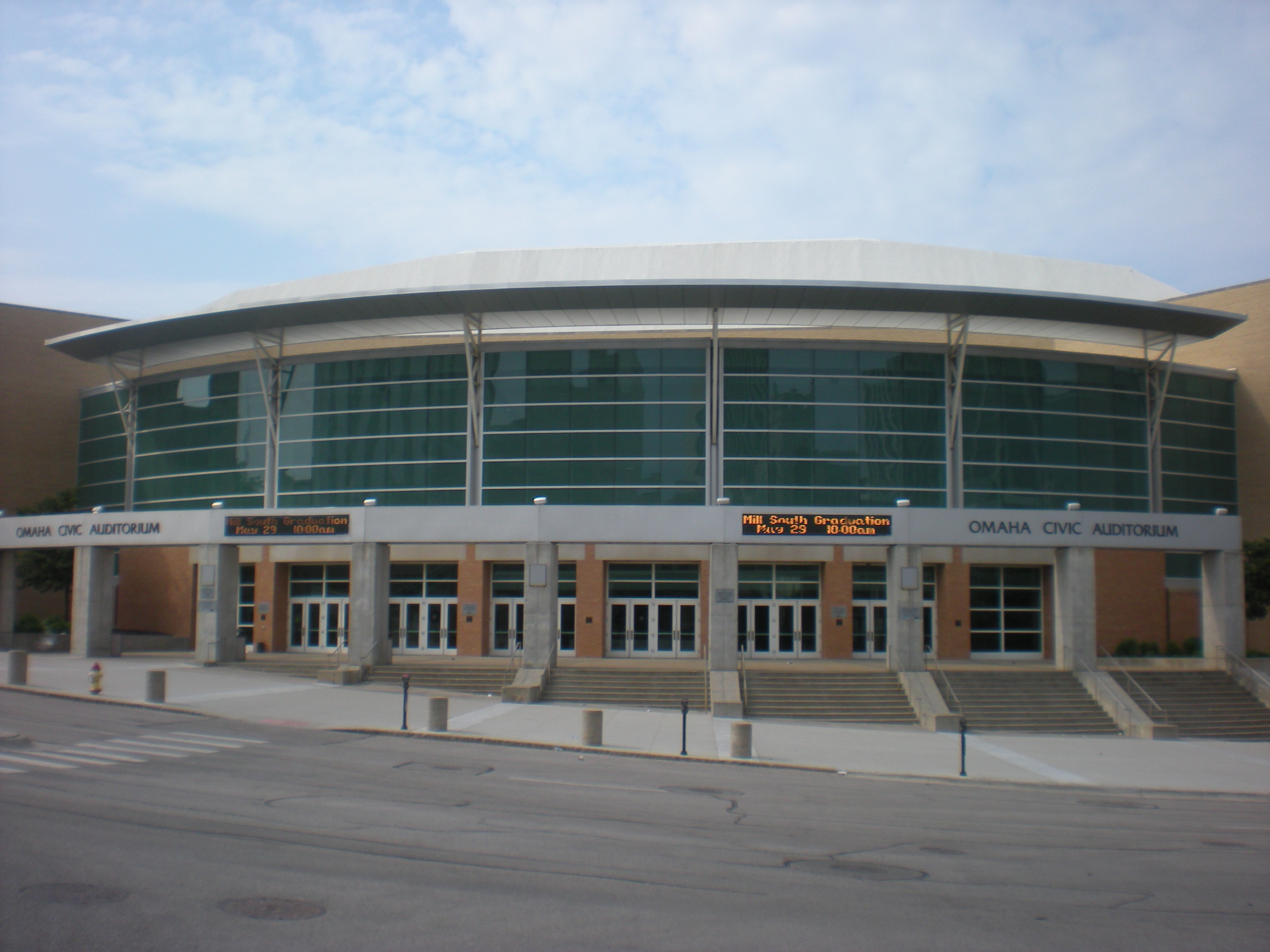
Omaha Civic Auditorium.

Det finns ett stort antal museer och kulturella institutioner i Omaha, Nebraska. Staden har ett huvudmuseum, men också flera regionala museer.

## Museer

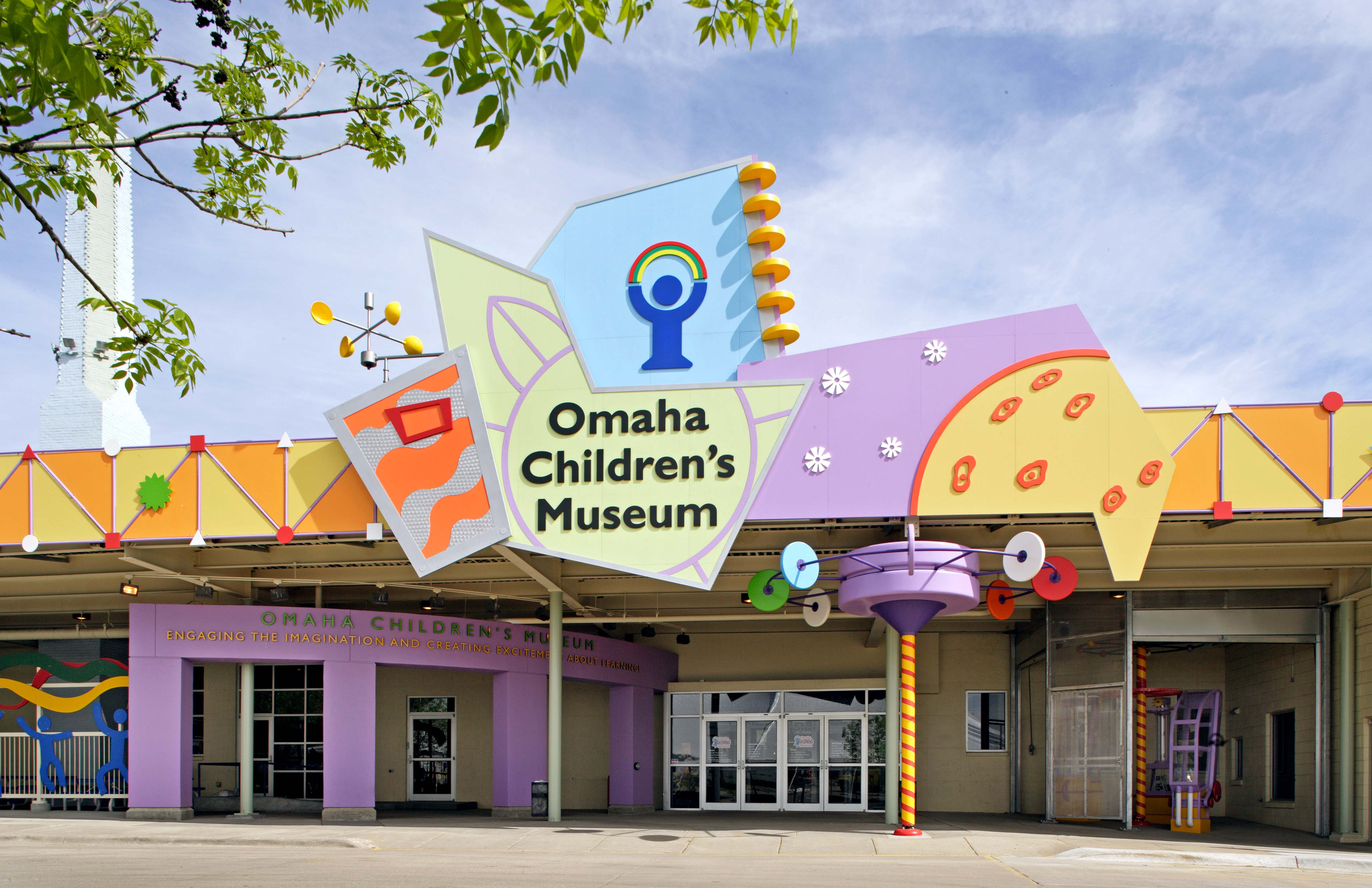
Omaha Children's Museum.

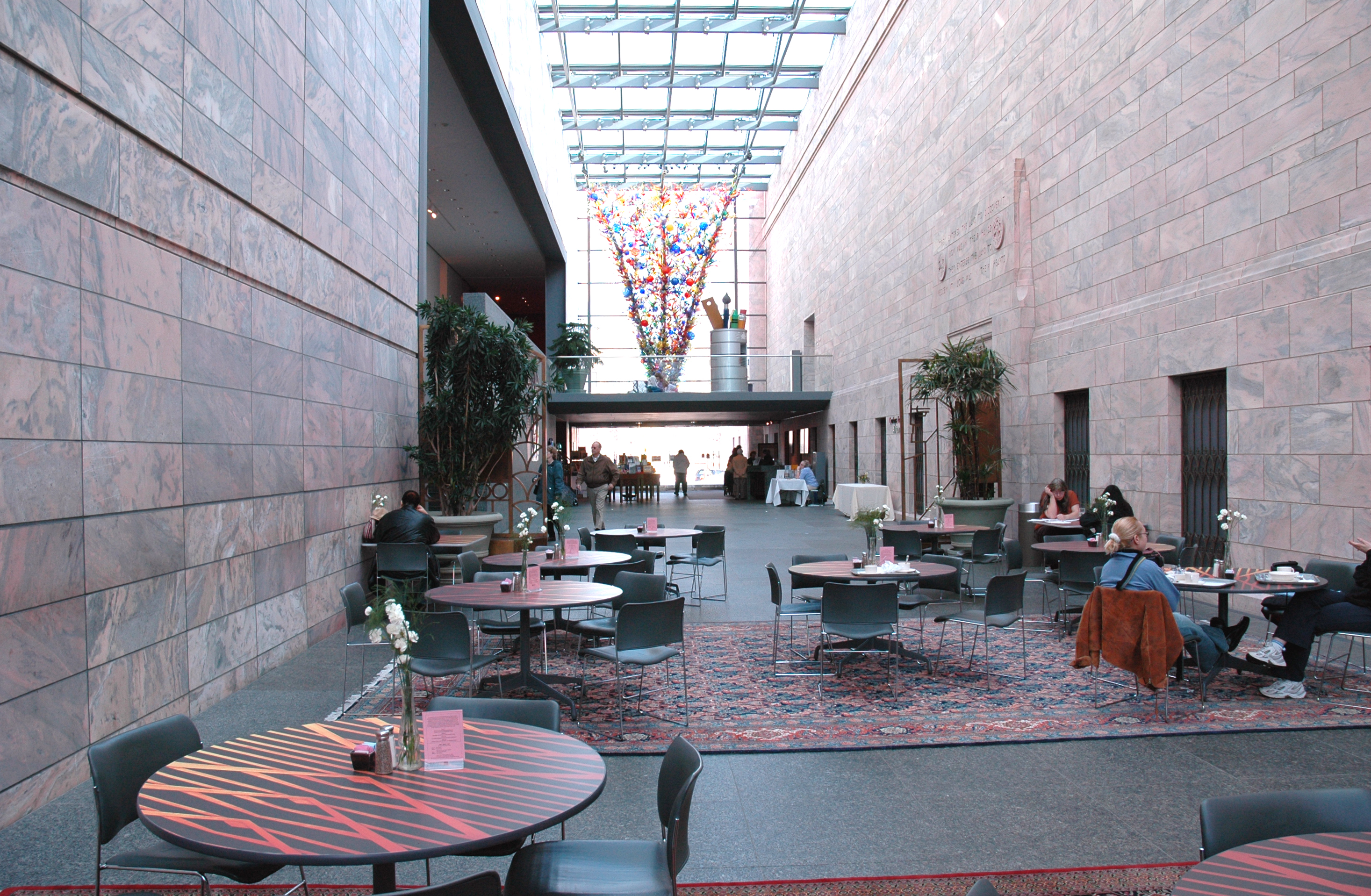
The atrium of the Joslyn Art Museum. Dale Chihuly's Chihuly: Inside and Out can be seen at the far end.

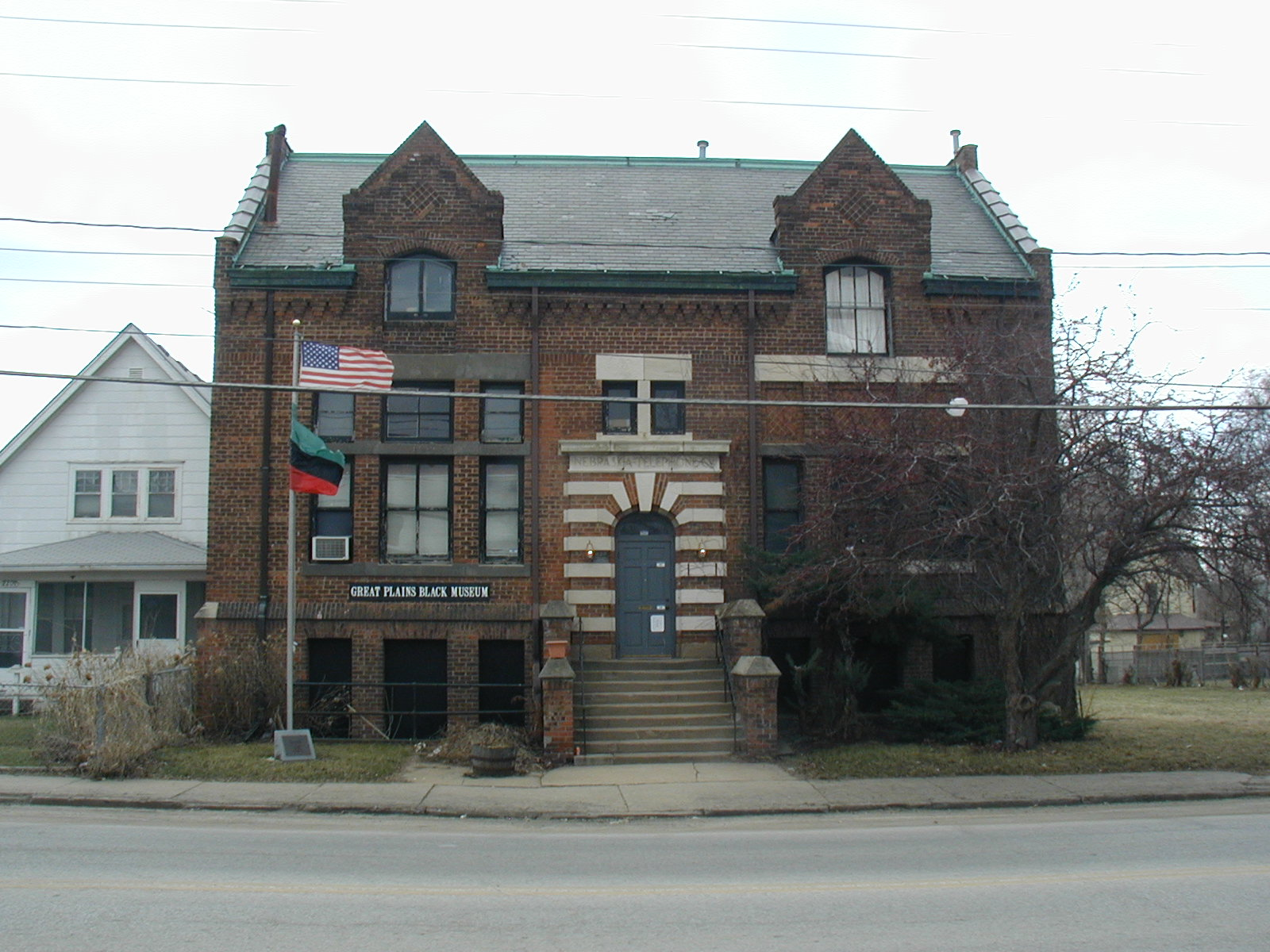
Great Plains Black History Museum.

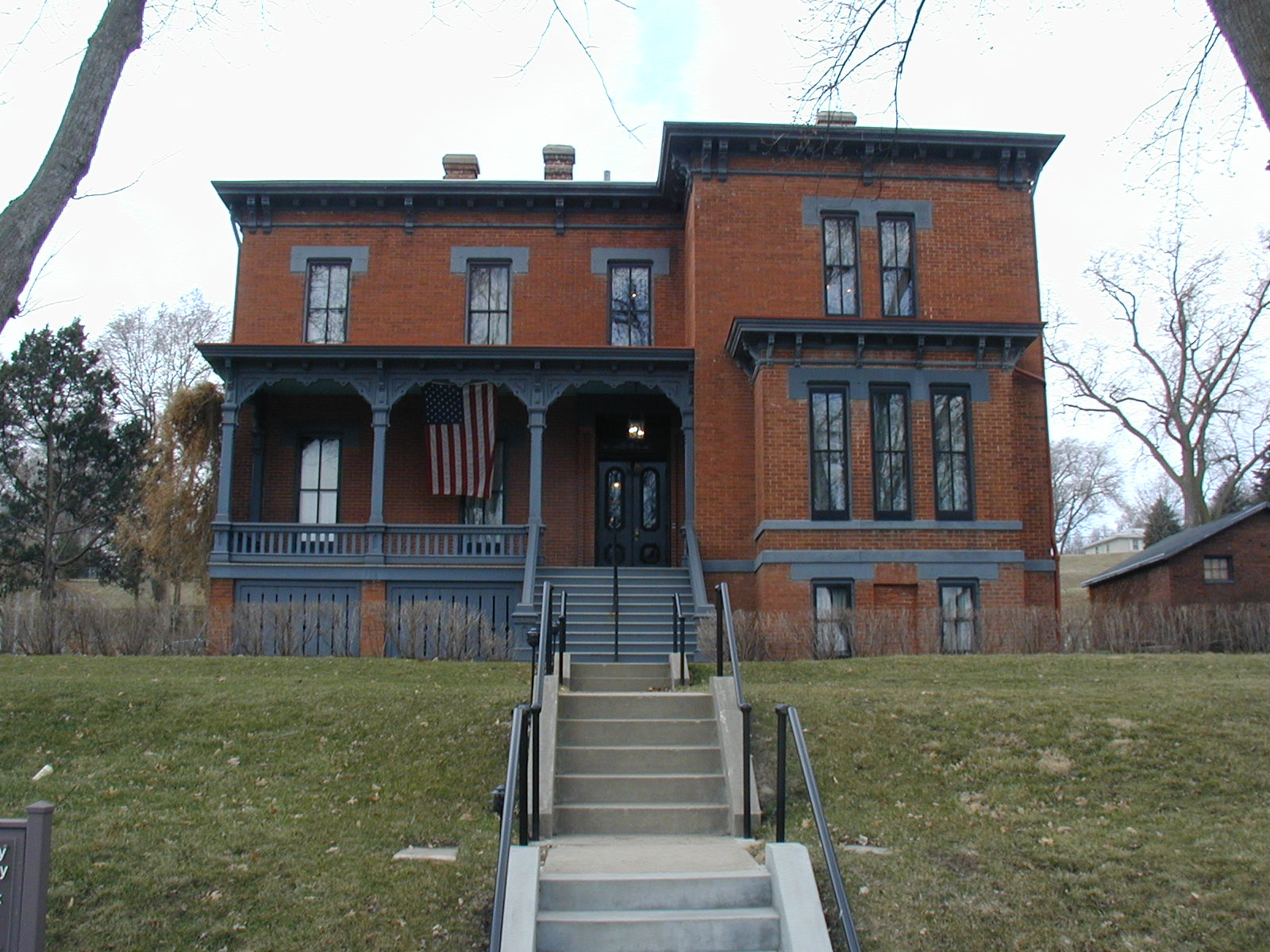
General Crook House Museum.

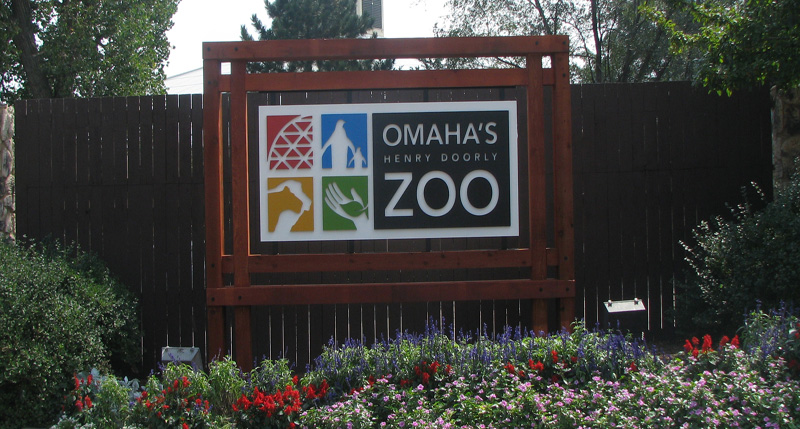
Omaha's Henry Doorly Zoo.

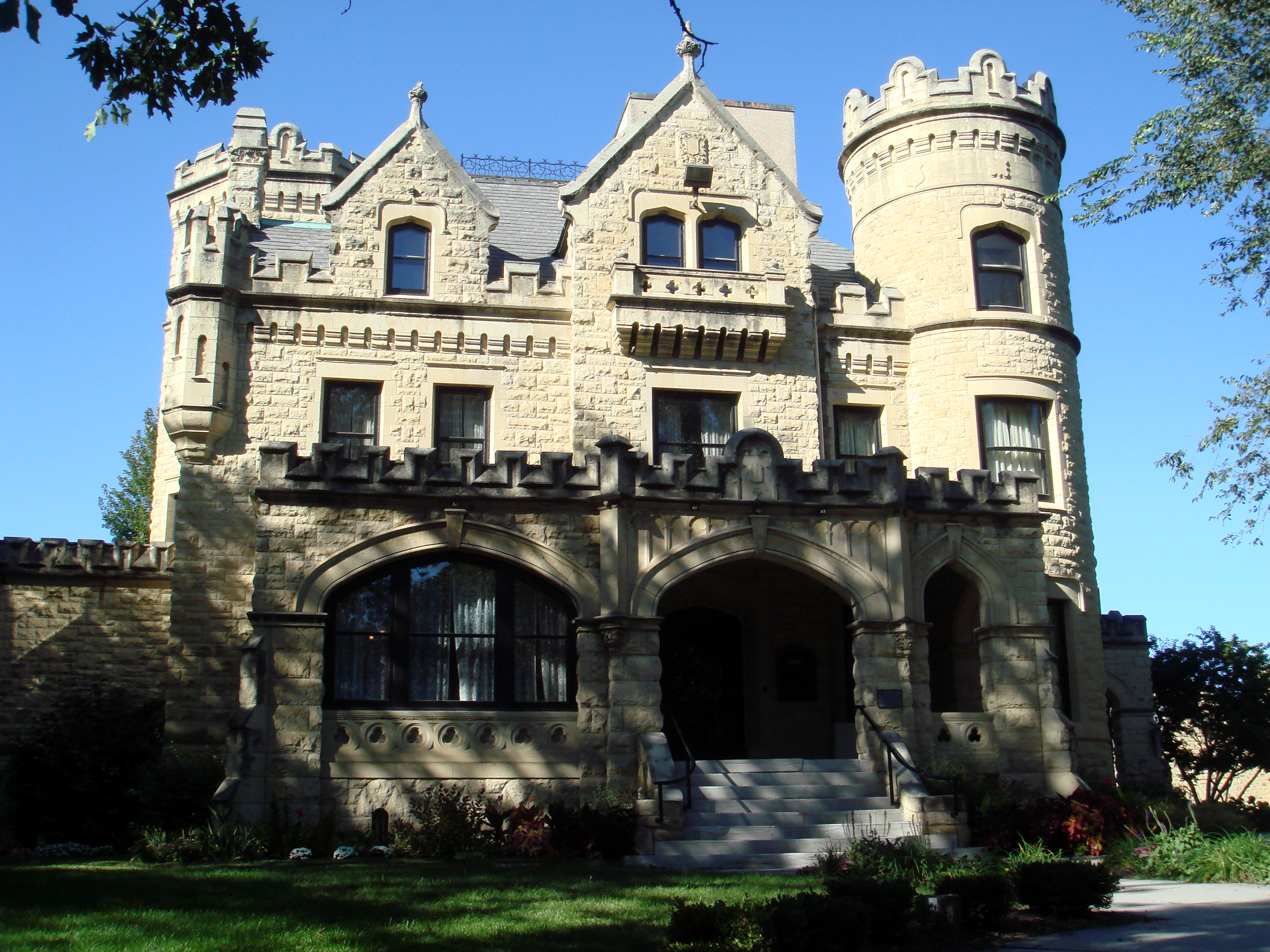
Joslyn Castle.

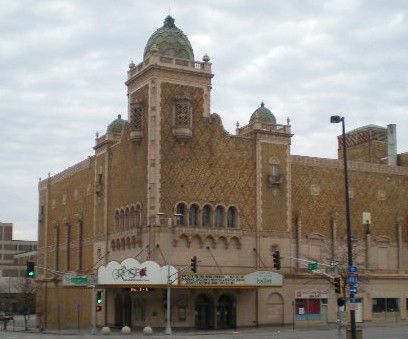
Astro Theatre.

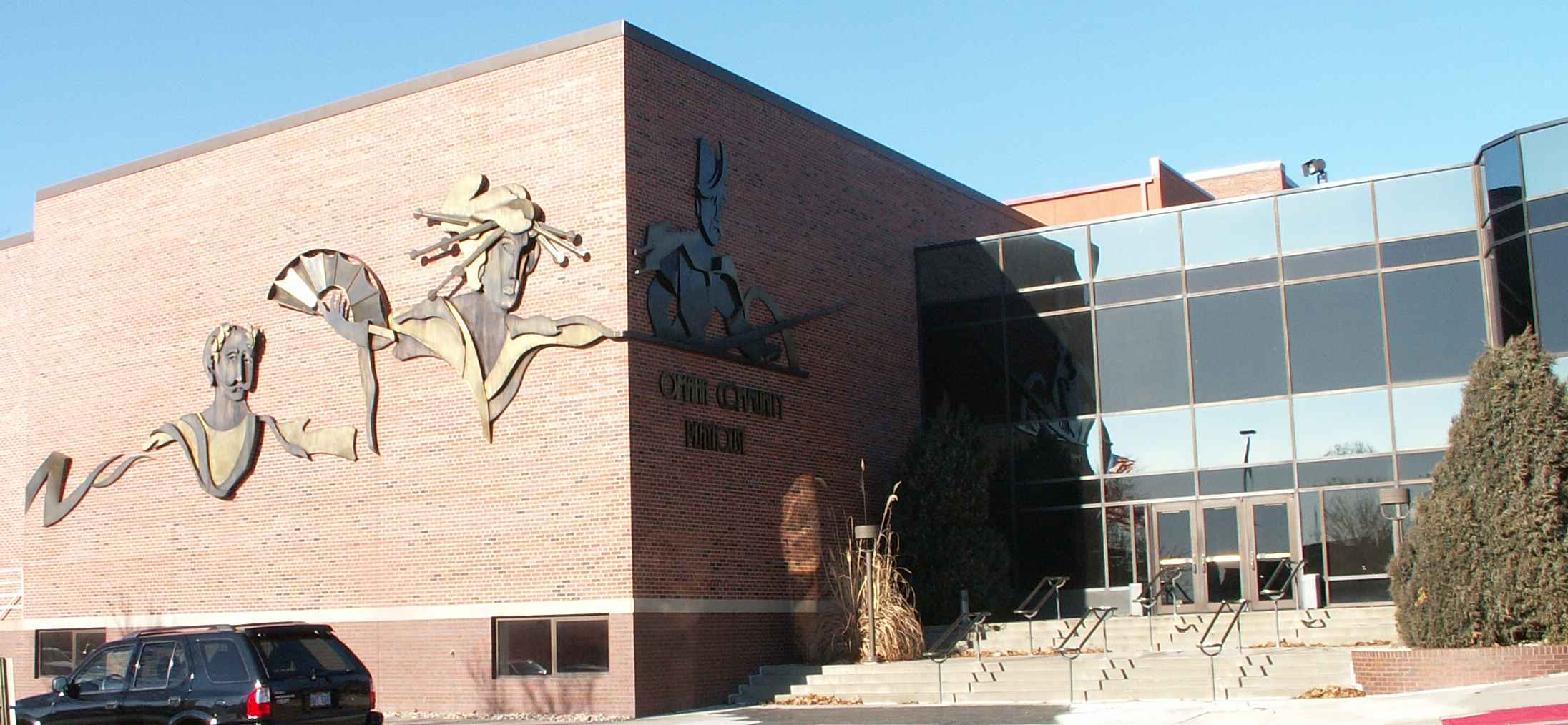
Omaha Community Playhouse.

- Joslyn Art Museum, känt för sin kollektion av ursprungsbefolkningskonst.[3]
- Bemis Center for Contemporary Arts,
- Lauritzen Gardens, Omaha's Botanical Center
- Omaha Children's Museum
- Durham Museum[4]
- Sokol South Omaha Czechoslovak Museum
- El Museo Latino
- Great Plains Black History Museum
- Henry and Dorothy Riekes Museum
- Florence Depot
- The General Crook House Museum på Fort Omaha[5]
- Florence Mill
- Freedom Park Navy Museum
- Gerald R. Ford Birthsite and Gardens
- Joslyn Castle
- Nebraska School for the Deaf Museum
- Lewis and Clark National Historic Trail Headquarters and Visitor Center
- Mormon Trail Center
- Bank of Florence Museum
- Boys Town Hall of History
- Omaha Black Music Hall of Fame
- Omaha Home for Boys Visitors Center History Museum
- Batchelder Family Scout Museum
- Trinity Cathedral Historical Society

### Naturliv och zoo
- Fontenelle Forest
- Henry Doorly Zoo
- Lee G. Simmons Conservation Park and Wildlife Safari

## Bibliotek
- Omaha Public Library
- University Archives, University Library, University of Nebraska-Omaha

## Festivaler
- Maha Music Festival
- Native Omaha Days
- Omaha Blues, Jazz, & Gospel Festival
- Red Sky Music Festival

## Musik, teater med mera
- Astro Theater
- CenturyLink Center Omaha
- Cog Factory
- Creighton Orpheum Theater
- Holland Performing Arts Center
- Omaha Civic Auditorium
- Omaha Community Playhouse
- Sokol Underground

### Dans
- Omaha Academy of Ballet
- The Rose

### Opera
- Opera Omaha

### Symfoni
- Omaha Symphony Orchestra

### Teater
- Blue Barn Theatre
- Magic Theatre
- Shelterbelt Theatre

### Musikstudios
- Saddle Creek Records

## Gallerier (icke kommersiella)
- Loves Jazz and Arts Center
- John Beasley Theater